# Heptatoma pellucens
Heptatoma pellucens ist eine Fliege aus der Familie der Bremsen (Tabanidae).

## Merkmale
Die Fliegen erreichen eine Körperlänge von 9 bis 14 Millimetern. Ihr Körper hat eine schwarze Grundfarbe und ist graubraun behaart. Beim Weibchen trägt das zweite Tergit am Hinterleib seitlich große weiße Flecken. Die Schenkel (Femora) sind schwarz, die Tibien des vorderen Beinpaars sind an der Basis, die restlichen Tibien nahezu komplett weiß gefärbt. Die Fühler sehen sechsgliedrig aus. Die Flügel sind durchsichtig.

## Vorkommen und Lebensweise
Die Art ist von Westeuropa bis nach Sibirien verbreitet und ist nicht häufig anzutreffen.

## Belege